# عبد الله شبيب (لاعب كرة قدم سعودي)
عبد الله شبيب الدوسري لاعب كرة قدم سعودي يلعب في خانة الظهير الأيمن و الوسط في نادي الشعيب.

## مسيرة اللاعب
لعب لعدة أندية بدأ مسيرته الكروية في نادي الوادي بمحافظة وادي الدواسر ثم أنتقل إلى نادي النصر ولعب له في درجتي الشباب والأولمبي ثم أنتقل بعد ذلك إلى نادي الفاو في محافظة السليل ثم بعد ذلك وقع مع نادي الجيل و أعير إلى نادي النجوم و لعب بعدها مع نادي الساحل ونادي الوشم ونادي الفاو ونادي الشعيب.